# Орден Трудового Червоного Прапора Азербайджанської РСР
Орден Трудового Червоного Прапора Азербайджанської РСР — державна нагорода (орден) Радянського Азербайджану. Існував з 1922 по 1933 рік, був другим азербайджанським радянським орденом після ордена Червоного Прапора Азербайджанської РСР заснованого у 1920 році.  

## Історія
Після захоплення Азербайджану більшовиками у 1920 році нова більшовицька влада країни створила власний орден Червоного Прапора Азербайджанської РСР, який повністю копіював аналогічний орден РРФСР. Орден вручався за бойові заслуги. У червні 1921 року ЦВК Рад Азербайджану оголосив конкурс на кращий ескіз проекту нового трудового ордену Азербайджанської РСР. Конкурс виграв ескіз художника М. А. Власова, який працював у штабі 11-ї армії. У квітні 1922 року було створено орден Трудового Червоного Прапора Азербайджанської РСР, але статут ордену був затверджений у 1925 році. 
У 1929 році був затверджений новий статут ордену і відповідно був замінений його вигляд. Новий дизайн ордену створив художник Б. Р. Теленгатер. 
23 квітня 1933 року ЦВК СРСР видав постанову про припинення нагородження республіканськими орденами. 

## Опис нагороди

### Тип 1 (варіант 1922)

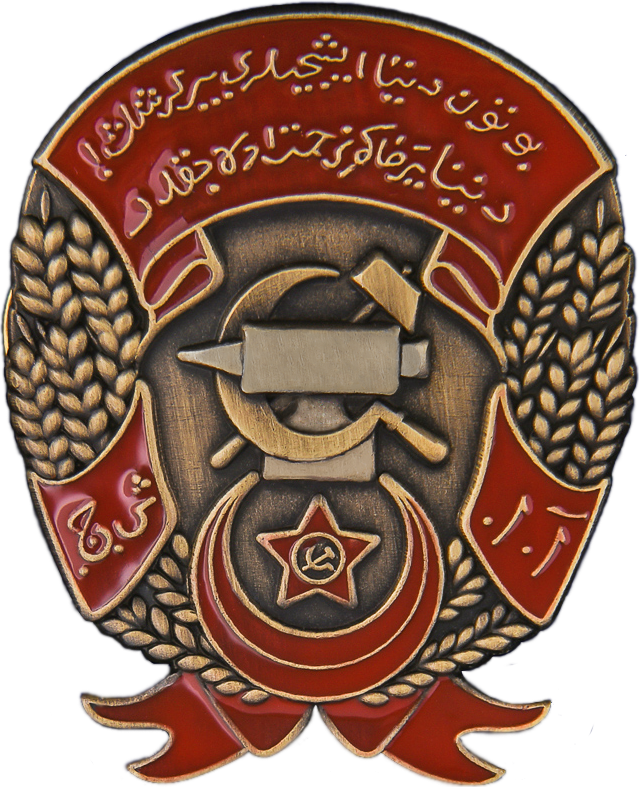
Орден Трудового Червоного Прапора Азербайджанської РСР першого типу (1922-1929)

Орден виготовлявся зі срібла, оброблявся червоною емаллю та позолотою. У центрі —  рельєфне зображення ковадла, серпа та молота, що символізує працю. Під ними розташований фрагмент герба республіки - півмісяць із п'ятикутною зіркою із зображенням на ній серпа та молота. Зверху, на емалевій стрічці, дворядковий напис азербайджанською мовою арабським алфавітом: «Bütün dünya işçiləri, birləşiniz! Zəhmət dünyaya hakim olacaqdır» («Пролетарі всіх країн, з'єднуйтесь! Владикою світу буде праця!»). Орден був облямований трьома рядами позолочених колосків, підперезаних по обидва боки емалевою стрічкою, на якій написана була назва республіки «Azərbaycan İctimai Şura Cümhuriyyəti («Азербайджанська Соціалістична Радянська Республіка»)». На реверсі кожного ордену вирізався порядковий номер нагороди та карбувалося пробірне тавро. 

### Тип 2 (варіант 1929)

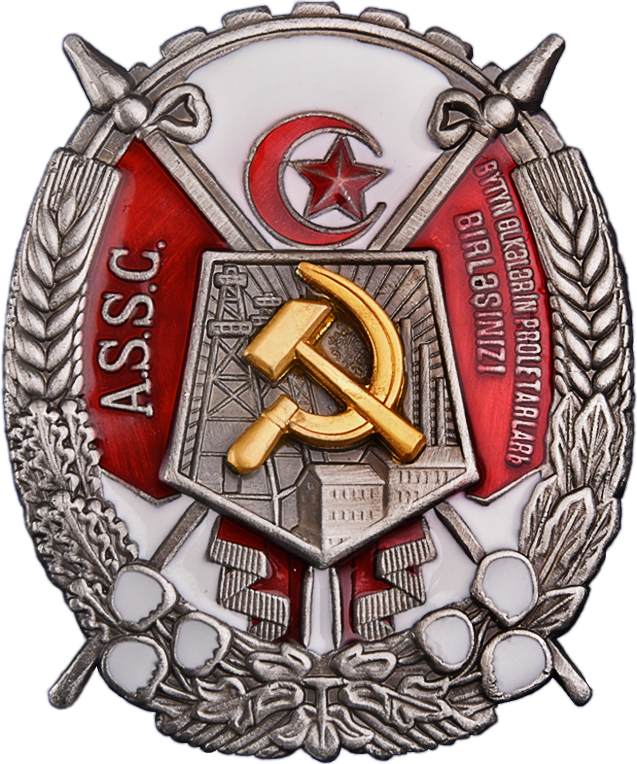
Орден Трудового Червоного Прапора Азербайджанської РСР другого типу (1929-1933)

У центрі ордена нового зразка, також срібного, позолоченого, розмірами 5x4 см —п'ятикутний трапецієподібний щит, на якому зображені заводи, фабрики, нафтові вишки. На корпусі щита — рельєфні позолочені серп та молот. По всьому полю ордена діагонально схрещуються два прапори. Вгорі між двома держаками прапорів на білій емалевій основі азербайджанська емблема, звернена праворуч півмісяць, усередині якої п'ятикутна зірка з червоної емалі. Праворуч на прапорі напис азербайджанською мовою (латинською графікою): «Bütün ölkələrin proletariatları, birləsiniz!». Зліва абревіатура ASSC (Azərbaycan Sovet Sosialist Cümhuriyyəti). З двох сторін орден облямований пшеничними колоссями, що переходять у дубове листя, яке завершується коробками бавовнику. Порядкові номери на орденах ставилися пуансонами на гайках притисків. 

## Нагородження
Першим кавалером ордену став бакинський робітник Сехар Беглялов 22 квітня 1922 року, йому ж був вручений орден за №1. Орденом першого типу були здійснені 54 нагородження, другого типу — близько 300. Серед нагороджених були газети «Бакинський робітник» і «Комуніст», комдив РСЧА Гаймбай Везіров, Азербайджанська спілка гірників.  